# Wierszyno-Bidża
Wierszyno-Bidża (ros. Вершино-Биджа) – wieś w Rosji, w Chakasji, w rejonie ust-abakańskim. W 2021 liczyła 1122 mieszkańców.